# Ain Diwar
Ain Diwar es un pequeño pueblo en el extremo norte de Siria, en el distrito de Al Malikíe, un área tradicionalmente kurda. Actualmente, se encuentra bajo el gobierno de la Administración Autónoma del Norte y Este de Siria (Rojava) Según el censo nacional sirio de 2004 en él vivían 938 personas. Se encuentra a menos de 1 km del río Tigris, río que bordea Siria solo 44 km de cauce. Se considera el pueblo más septentrional de Siria (37°16′52″N). Al otro lado de la frontera se encuentra la ciudad turca de Cizre (en árabe Jazirat Ibin Omar).
4 km más al norte, en un meandro del Tigris se encuentra el puente romano de Ain Diwar del siglo II.